# Cuchilla de San Salvador
La Cuchilla de San Salvador es una zona de lomadas de poca altura ubicadas en la zona sudoeste de Uruguay, marcando el límite entre los departamentos de Colonia y Soriano.
En ocasiones es también llamada Cuchilla Grande Inferior o Cuchilla Meridional. Se extiende desde la región de origen del río San Salvador hasta su desembocadura en el río Uruguay. Sus vertientes por la margen sur desembocan en el Río de la Plata, y sus vertientes por el norte son reunidos por el río San Salvador (Uruguay), afluente del río Negro. La Cuchilla del Sauce es un corto ramal de esta cuchilla, y la Cuchilla Colonia la continúa hacia el oeste.